# 2015年大西洋颶風季
2015年大西洋颶風季泛指在2015年年內的任何時間，於大西洋水域所產生的熱帶氣旋。美國國家颶風中心設下大西洋的熱帶氣旋季為六月至十二月期間。
大西洋颶風季的編號為AL取L一字，並且大西洋的氣旋命名機構為美國國家颶風中心。更多關於北大西洋的颶風，請參見大西洋颶風季。
2015年大西洋颶風季第一個氣旋生成於2015年5月7日的熱帶風暴安娜。以下各熱帶氣旋資訊以熱帶氣旋存在期間的最強形態為準。

## 熱帶氣旋

### 熱帶風暴安娜（Ana）
2015年5月3日，一個非熱帶性質的低壓區在巴哈馬西北部海面上生成。上午10時30分，美國國家颶風中心（NHC）對其未來兩天發展評級為「LOW」並發展概率為0%，未來五天發展評級為「LOW」並發展概率為30%。
5月6日，美國海軍研究實驗室給予擾動編號90L。上午8時，美國國家颶風中心對其未來兩天發展評級為「MEDIUM」並發展概率為60%，未來五天發展評級為「MEDIUM」並發展概率為60%。
5月7日上午1時50分，美國國家颶風中心對其未來兩天發展評級為「HIGH」並發展概率為70%，未來五天發展評級為「HIGH」並發展概率為70%。下午11時，美國國家颶風中心直接將其升格為亞熱帶風暴，並給予編號One及命名為安娜（Ana）。
5月9日上午5時，美國國家颶風中心將其歸類為熱帶風暴。
5月10日下午2時，美國國家颶風中心將其降格為熱帶低氣壓。
5月11日下午5時，美國國家颶風中心對其發出最後的警報。

### 熱帶風暴比爾（Bill）
2015年6月12日，一個低壓區在洪都拉斯西北部海面上生成。下午2時，美國國家颶風中心（NHC）對其未來兩天發展評級為「LOW」並發展概率為0%，未來五天發展評級為「LOW」並發展概率為10%。
6月13日，美國海軍研究實驗室給予擾動編號91L。下午2時，美國國家颶風中心對其未來兩天發展評級為「MEDIUM」並發展概率為40%，未來五天發展評級為「MEDIUM」並發展概率為50%。
6月14日下午2時，美國國家颶風中心對其未來兩天發展評級為「HIGH」並發展概率為70%，未來五天發展評級為「HIGH」並發展概率為70%。
6月15日下午11時，美國國家颶風中心直接將其升格為熱帶風暴，並給予編號Two及命名為比爾（Bill）。
6月17日上午2時，美國國家颶風中心將其降格為熱帶低氣壓。
6月21日上午5時，美國國家颶風中心對其發出最後的警報。

### 熱帶風暴克勞德特（Claudette）
2015年7月12日，一個非熱帶性質的低壓區從北卡羅萊納州向東方移動進入了大西洋海域。同日，美國海軍研究實驗室給予擾動編號92L。上午2時，美國國家颶風中心（NHC）對其未來兩天發展評級為「LOW」並發展概率為20%，未來五天發展評級為「LOW」並發展概率為20%。
7月13日上午8時，美國國家颶風中心對其未來兩天發展評級為「MEDIUM」並發展概率為30%，未來五天發展評級為「MEDIUM」並發展概率為40%。下午12時30分，美國國家颶風中心對其未來兩天發展評級為「HIGH」並發展概率為100%，未來五天發展評級為「HIGH」並發展概率為100%，並認為該系統已經轉化為一熱帶擾動。由於從風場掃瞄圖上接近中心持續風力達40—45 kn（74—83 km/h；46—52 mph）風速，下午1時，美國國家颶風中心直接將其升格為熱帶風暴，並給予編號Three及命名為克勞德特（Claudette）。
7月14日下午11時，美國國家颶風中心對其發出最後的警報。

### 颶風丹尼（Danny）
2015年8月16日，一個低壓區在幾內亞比索近岸海面上生成。同日，美國海軍研究實驗室給予擾動編號93L。上午2時，美國國家颶風中心（NHC）對其未來兩天發展評級為「LOW」並發展概率為10%，未來五天發展評級為「LOW」並發展概率為20%。下午2時，美國國家颶風中心對其未來兩天發展評級為「MEDIUM」並發展概率為50%，未來五天發展評級為「MEDIUM」並發展概率為60%。
8月18日上午2時，美國國家颶風中心對其未來兩天發展評級為「HIGH」並發展概率為70%，未來五天發展評級為「HIGH」並發展概率為80%。上午11時，美國國家颶風中心將其升格為熱帶低氣壓，並給予編號Four。下午5時，美國國家颶風中心將其升格為熱帶風暴，並命名為丹尼（Danny）。
8月20日上午11時，美國國家颶風中心將其升格為一級颶風。
8月21日上午11時，美國國家颶風中心將其升格為二級颶風。下午2時，美國國家颶風中心將其升格為三級颶風。下午11時，美國國家颶風中心將其降格為二級颶風。
8月22日上午11時，美國國家颶風中心將其降格為一級颶風。下午8時，美國國家颶風中心將其降格為熱帶風暴。
8月24日上午8時，美國國家颶風中心將其降格為熱帶低氣壓。上午11時，美國國家颶風中心對其發出最後的警報。

### 熱帶風暴埃里卡（Erika）
2015年8月20日，一個低壓區在岡比亞近岸海面上生成。同日，美國海軍研究實驗室給予擾動編號98L。上午8時，美國國家颶風中心（NHC）對其未來兩天發展評級為「LOW」並發展概率為0%，未來五天發展評級為「LOW」並發展概率為20%。
8月23日上午2時，美國國家颶風中心對其未來兩天發展評級為「MEDIUM」並發展概率為50%，未來五天發展評級為「HIGH」並發展概率為70%。下午2時，美國國家颶風中心對其未來兩天發展評級為「HIGH」並發展概率為70%，未來五天發展評級為「HIGH」並發展概率為80%，下午11時，美國國家颶風中心直接將其升格為熱帶風暴，並給予編號Five及命名為埃里卡（Erika）。
8月28日上午9時30分，美國國家颶風中心將其降格為熱帶低氣壓，並對其發出最後的警報。

### 颶風弗雷德（Fred）
2015年8月27日，一個低壓區在非洲西部內陸上生成。同日，美國海軍研究實驗室給予擾動編號99L。下午8時，美國國家颶風中心（NHC）對其未來兩天發展評級為「LOW」並發展概率為0%，未來五天發展評級為「LOW」並發展概率為20%。
8月29日上午8時，美國國家颶風中心對其未來兩天發展評級為「MEDIUM」並發展概率為50%，未來五天發展評級為「HIGH」並發展概率為70%。下午2時，美國國家颶風中心對其未來兩天發展評級為「HIGH」並發展概率為70%，未來五天發展評級為「HIGH」並發展概率為90%。
8月30日上午1時30分，美國國家颶風中心將其升格為熱帶低氣壓，並給予編號Six。上午5時，美國國家颶風中心將其升格為熱帶風暴，並命名為弗雷德（Fred）。
8月31日上午2時，美國國家颶風中心將其升格為一級颶風。下午11時，美國國家颶風中心將其降格為熱帶風暴。
9月4日上午11時，美國國家颶風中心將其降格為熱帶低氣壓。下午11時，美國國家颶風中心再次將其升格為熱帶風暴。
9月5日下午5時，美國國家颶風中心將其降格為熱帶低氣壓。
9月6日下午5時，美國國家颶風中心對其發出最後的警報。

### 熱帶風暴格雷斯（Grace）
2015年9月3日，一個低壓區在非洲西部內陸上生成。同日，美國海軍研究實驗室給予擾動編號91L。下午2時，美國國家颶風中心（NHC）對其未來兩天發展評級為「LOW」並發展概率為10%，未來五天發展評級為「MEDIUM」並發展概率為40%。
9月4日上午2時，美國國家颶風中心對其未來兩天發展評級為「MEDIUM」並發展概率為40%，未來五天發展評級為「MEDIUM」並發展概率為60%。下午8時，美國國家颶風中心對其未來兩天發展評級為「HIGH」並發展概率為70%，未來五天發展評級為「HIGH」並發展概率為80%。
9月5日上午11時，美國國家颶風中心將其升格為熱帶低氣壓，並給予編號Seven。下午5時，美國國家颶風中心將其升格為熱帶風暴，並命名為格雷斯（Grace）。
9月8日上午11時，美國國家颶風中心將其降格為熱帶低氣壓。
9月9日上午11時，美國國家颶風中心對其發出最後的警報。

### 熱帶風暴亨利（Henri）
2015年9月7日，一個低壓區在百慕大東南部海面上生成。同日，美國海軍研究實驗室給予擾動編號92L。下午8時，美國國家颶風中心（NHC）對其未來兩天發展評級為「LOW」並發展概率為10%，未來五天發展評級為「LOW」並發展概率為20%。
9月8日上午8時，美國國家颶風中心對其未來兩天發展評級為「MEDIUM」並發展概率為40%，未來五天發展評級為「MEDIUM」並發展概率為40%。下午10時50分，美國國家颶風中心對其未來兩天發展評級為「HIGH」並發展概率為80%，未來五天發展評級為「HIGH」並發展概率為80%。
9月9日上午0時30分，美國國家颶風中心將其升格為熱帶低氣壓，並給予編號Eight。下午11時，美國國家颶風中心將其升格為熱帶風暴，並命名為亨利（Henri）。
9月11日下午5時，美國國家颶風中心對其發出最後的警報。

### 熱帶風暴艾達（Ida）
2015年9月13日，一個低壓區在非洲西部內陸上生成。同日，美國海軍研究實驗室給予擾動編號95L。下午2時，美國國家颶風中心（NHC）對其未來兩天發展評級為「LOW」並發展概率為0%，未來五天發展評級為「LOW」並發展概率為20%。
9月15日上午2時，美國國家颶風中心對其未來兩天發展評級為「MEDIUM」並發展概率為40%，未來五天發展評級為「HIGH」並發展概率為70%。
9月16日上午8時，美國國家颶風中心對其未來兩天發展評級為「HIGH」並發展概率為70%，未來五天發展評級為「HIGH」並發展概率為80%。
9月18日上午11時，美國國家颶風中心將其升格為熱帶低氣壓，並給予編號Ten。下午11時，美國國家颶風中心將其升格為熱帶風暴，並命名為艾達（Ida）。
9月24日上午11時，美國國家颶風中心將其降格為熱帶低氣壓。
9月27日下午5時，美國國家颶風中心對其發出最後的警報。

### 颶風華金（Joaquin）
2015年9月25日，一個低壓區在特克斯和凱科斯群島東北部海面上生成。同日，美國海軍研究實驗室給予擾動編號98L。下午8時，美國國家颶風中心（NHC）對其未來兩天發展評級為「LOW」並發展概率為10%，未來五天發展評級為「LOW」並發展概率為10%。
9月26日下午8時，美國國家颶風中心對其未來兩天發展評級為「MEDIUM」並發展概率為40%，未來五天發展評級為「MEDIUM」並發展概率為40%。
9月27日下午8時，美國國家颶風中心對其未來兩天發展評級為「HIGH」並發展概率為70%，未來五天發展評級為「HIGH」並發展概率為70%。下午11時，美國國家颶風中心將其升格為熱帶低氣壓，並給予編號Eleven。
9月28日下午11時，美國國家颶風中心將其升格為熱帶風暴，並命名為華金（Joaquin）。
9月30日上午8時，美國國家颶風中心將其升格為一級颶風。下午8時，美國國家颶風中心將其升格為二級颶風。下午11時，美國國家颶風中心將其升格為三級颶風。
10月1日下午2時，美國國家颶風中心將其升格為四級颶風。
10月2日下午5時，美國國家颶風中心將其降格為三級颶風。
10月3日上午11時，美國國家颶風中心再次將其升格為四級颶風。
10月4日上午2時，美國國家颶風中心將其降格為三級颶風。上午11時，美國國家颶風中心將其降格為二級颶風。下午11時，美國國家颶風中心將其降格為一級颶風。
10月7日上午11時，美國國家颶風中心將其降格為熱帶風暴。下午11時，美國國家颶風中心認為華金已經轉化為溫帶氣旋。

### 颶風凱特（Kate）
2015年11月5日，一個低壓區在背風群島附近海面上生成。同日，美國海軍研究實驗室給予擾動編號94L。下午8時，美國國家颶風中心（NHC）對其未來兩天發展評級為「LOW」並發展概率為0%，未來五天發展評級為「LOW」並發展概率為30%。
11月8日上午8時，美國國家颶風中心對其未來兩天發展評級為「MEDIUM」並發展概率為50%，未來五天發展評級為「HIGH」並發展概率為70%。下午2時，美國國家颶風中心對其未來兩天發展評級為「HIGH」並發展概率為70%，未來五天發展評級為「HIGH」並發展概率為70%。下午11時，美國國家颶風中心將其升格為熱帶低氣壓，並給予編號Twelve。
11月9日上午9時20分，美國國家颶風中心將其升格為熱帶風暴，並命名為凱特（Kate）。
11月11日上午5時，美國國家颶風中心將其升格為一級颶風。下午11時，美國國家颶風中心將其降格為熱帶風暴。
11月12日上午5時，美國國家颶風中心認為凱特已經轉化為溫帶氣旋。

## 其他熱帶氣旋
除了被國家颶風中心命名的熱帶氣旋外，還有一些沒被命名的熱帶低氣壓。以下列出那些熱帶氣旋的資料。

### 第九號熱帶低氣壓
2015年9月10日，一個低壓區在幾內亞近岸海面上生成。下午2時，美國國家颶風中心（NHC）對其未來兩天發展評級為「LOW」並發展概率為0%，未來五天發展評級為「LOW」並發展概率為20%。
9月13日，美國海軍研究實驗室給予擾動編號93L。上午8時，美國國家颶風中心對其未來兩天發展評級為「MEDIUM」並發展概率為50%，未來五天發展評級為「HIGH」並發展概率為80%。下午2時，美國國家颶風中心對其未來兩天發展評級為「HIGH」並發展概率為70%，未來五天發展評級為「HIGH」並發展概率為90%。
9月14日上午8時，美國國家颶風中心對其未來兩天發展評級為「MEDIUM」並發展概率為60%，未來五天發展評級為「MEDIUM」並發展概率為60%。
9月16日上午2時，美國國家颶風中心對其未來兩天發展評級為「HIGH」並發展概率為70%，未來五天發展評級為「HIGH」並發展概率為70%。上午11時，美國國家颶風中心將其升格為熱帶低氣壓，並給予編號Nine。
9月19日下午5時，美國國家颶風中心對其發出最後的警報。

## 風暴名稱
下面的名字將被用於2015年在北大西洋形成而又被命名的風暴。如果有退役名稱的話，將由世界氣象組織在2016年春天宣布。在這個名單中未退役的名字將在2021年的風季中再次使用。這是與2009年風季使用的名單大致相同。黑色體字表示今年已經使用過，黑色粗體名稱則表示該風暴活躍中，未使用之名字則以灰色字體表示，橙色表示下一個將會使用的名稱。
| - Ana - Bill - Claudette - Danny - Erika - Fred - Grace | - Henri - Ida - Joaquin - Kate - Larry（未用） - Mindy（未用） - Nicholas（未用） | - Odette（未用） - Peter（未用） - Rose（未用） - Sam（未用） - Teresa（未用） - Victor（未用） - Wanda（未用） |

## 颶風季影響
以下圖表顯示了2015年大西洋颶風季的所有熱帶氣旋以及它們的登陸資料(如有)。在括號內的死亡人數屬於非直接，但仍與風暴有關的死亡。所有破壞及死亡數字都包括風暴在擾動及溫帶氣旋階段時的資料。
| 萨菲尔-辛普森飓风风力等级 |    |    |    |    |    |    |
| TD                        | TS | C1 | C2 | C3 | C4 | C5 |

| 风暴名称      | 持续日期          | 风暴最高强度 | 最大持续风速 | 最低气压 （百帕） | ACE    | 登陆                               | 登陆            | 登陆     | 损失 （百万美元） | 死亡人数 |
| 风暴名称      | 持续日期          | 风暴最高强度 | 最大持续风速 | 最低气压 （百帕） | ACE    | 地点                               | 时间            | 风速     | 损失 （百万美元） | 死亡人数 |
| ------------- | ----------------- | ------------ | ------------ | ----------------- | ------ | ---------------------------------- | --------------- | -------- | ----------------- | -------- |
| 安娜          | 5月7日－5月11日   | 热带风暴     | 95 km/h      | 998               | 2.12   | 美國南卡羅萊納州霍里縣美特爾海灘   | 5月10日6時      | 75 km/h  | 很小              | 0（1）   |
| 比爾          | 6月15日－6月21日  | 热带风暴     | 95 km/h      | 997               | 1.0275 | 美國德克薩斯州卡爾霍恩縣馬塔戈達島 | 6月16日12時45分 | 95 km/h  | 100万             | 8（1）   |
| 克勞德特      | 7月13日－7月14日  | 热带风暴     | 85 km/h      | 1003              | 1.13   | 没有登陆                           | 没有登陆        | 没有登陆 | 0                 | 0        |
| 丹尼          | 8月18日－8月24日  | 三级飓风     | 205 km/h     | 960               | 9.1975 | 没有登陆                           | 没有登陆        | 没有登陆 | 0                 | 0        |
| 埃里卡        | 8月24日－8月28日  | 热带风暴     | 85 km/h      | 1001              | 2.9425 | 没有登陆                           | 没有登陆        | 没有登陆 | 511.4             | 31（4）  |
| 弗雷德        | 8月30日－9月6日   | 一级飓风     | 140 km/h     | 986               | 5.65   | 没有登陆                           | 没有登陆        | 没有登陆 | >1.1              | 9        |
| 格雷斯        | 9月5日－9月9日    | 热带风暴     | 85 km/h      | 1002              | 1.7375 | 没有登陆                           | 没有登陆        | 没有登陆 | 0                 | 0        |
| 亨利          | 9月9日－9月11日   | 热带风暴     | 95 km/h      | 1000              | 0.98   | 没有登陆                           | 没有登陆        | 没有登陆 | 未知              | 0        |
| 九            | 9月16日－9月19日  | 热带低氣压   | 55 km/h      | 1006              | 0      | 没有登陆                           | 没有登陆        | 没有登陆 | 0                 | 0        |
| 艾達          | 9月18日－9月27日  | 热带风暴     | 85 km/h      | 1001              | 3.385  | 没有登陆                           | 没有登陆        | 没有登陆 | 0                 | 0        |
| 華金          | 9月27日－10月7日  | 四级飓风     | 250 km/h     | 931               | 28.225 | 巴哈馬克魯克德島薩馬納島           | 10月1日8時      | 215 km/h | 200               | 34       |
| 華金          | 9月27日－10月7日  | 四级飓风     | 250 km/h     | 931               | 28.225 | 巴哈馬拉姆島                       | 10月2日12時     | 205 km/h | 200               | 34       |
| 華金          | 9月27日－10月7日  | 四级飓风     | 250 km/h     | 931               | 28.225 | 巴哈馬聖薩爾瓦多島                 | 10月2日17時     | 205 km/h | 200               | 34       |
| 凱特          | 11月8日－11月12日 | 一级飓风     | 140 km/h     | 980               | 3.4225 | 没有登陆                           | 没有登陆        | 没有登陆 | 很小              | 0        |
| 季节总结      |                   |              |              |                   |        |                                    |                 |          |                   |          |
| 12個 熱帶氣旋 | 5月7日－11月12日  |              | 250 km/h     | 931               | 59.82  | 5次登陆                            | 5次登陆         | 5次登陆  | 730.4             | 83（6）  |

## 內部連結
- 2015年太平洋颱風季
- 2015年太平洋颶風季
- 2015年北印度洋氣旋季
- 2014－2015年西南印度洋熱帶氣旋季
- 2014－2015年澳洲地區熱帶氣旋季
- 2014－2015年南太平洋熱帶氣旋季
- 2015－2016年西南印度洋熱帶氣旋季
- 2015－2016年澳洲地區熱帶氣旋季
- 2015－2016年南太平洋熱帶氣旋季

## 外部連結
- 美國國家颶風中心（页面存档备份，存于）
- 美國海軍實驗室（页面存档备份，存于）
- ACE（页面存档备份，存于）

| A | B | C | D | E | F |
|   |   |   |   |   |   |
| G | H | 9 | I | J | K |

| 萨菲尔-辛普森飓风风力等级 |    |    |    |    |    |    |
| TD                        | TS | C1 | C2 | C3 | C4 | C5 |